# بیژن خاوری
بیژن خاوری (زادهٔ ۱۳۴۴) خوانندهٔ موسیقی پاپ اهل ایران است. او از خوانندگان نسل اول موسیقی پاپ پس از انقلاب ۱۳۵۷ ایران است.

## زندگی هنری
بیژن خاوری در سال ۱۳۴۴ متولد شد. او موسیقی را از دوران تحصیل در دبیرستان و پیشاهنگی‌اش آغاز کرد. پس از انقلاب سال ۱۳۵۷ ایران و توقف فعالیت‌های موسیقی، او نیز فعالیتی نداشت.
وی در سال‌های ۱۳۷۰ و ۷۱ همکاری خود را با سازمان صدا و سیما آغاز نمود. او با برنامهٔ «جنگ ۵۷» وارد تلویزیون شد، پس از آن در برنامهٔ «ساعت خوش» و «سال خوش» به کارگردانی مهران مدیری، به خوانندگی پرداخت.
در سال ۱۳۷۲ قطعهٔ «بهار آمد و شمشادها جوان شده‌اند» با ترانهٔ «ایرج قنبری» و آهنگسازی «فرید شب‌خیر» از نخستین آثار اجرا شدهٔ او بود.

## زندگی شخصی
بیژن خاوری در اسفند ۱۳۹۸ به دنبال شیوع ویروس کرونا در ایران، به کرونا مبتلا و در بیمارستان بستری شد. او ۳ فروردین ۱۳۹۹ از بیمارستان مرخص شد.

## آثار هنری
از جمله آثاری که توسط بیژن خاوری اجرا شده‌است می‌توان به موارد زیر اشاره نمود:
- «بهار آمد و شمشادها جوان شده‌اند» با ترانه‌ای از ایرج قنبری و آهنگسازی فرید شب‌خیر[۸]
- «بهار لبخند» با ترانه‌ای از نیلوفر لاری‌پور و آهنگسازی فرید شب‌خیز[۱۱]
- «دریا» (یاد تو) با ترانه‌ای از رضا عبداللهی و آهنگسازی فرید شب‌خیز[۱۲]
- «بلم» با ترانه‌ای از رضا عبداللهی و آهنگسازی فرید شب‌خیز[۱۳]
- «عطر نرگس» با ترانه‌ای از فریدون مشیری و آهنگسازی فرید شب‌خیز[۱۴]
- «گلستان عشق» با ترانه‌ای از مشفق کاشانی و آهنگسازی فرید شب‌خیز[۱۵]
- «روح روشن آب» با ترانه‌ای از رضا اسماعیلی و آهنگسازی فرید شب‌خیز[۱۶]
- «خنده شاپرک» با ترانه‌ای از رضا عبداللهی و آهنگسازی فرید شب‌خیز[۱۷]
- «گل مریم» با ترانه‌ای از محمدزمان تفرشی و آهنگسازی فرید شب‌خیز[۱۸]
- «شمیم عاطفه» با ترانه‌ای از ایرج قنبری و آهنگسازی فرید شب‌خیز[۱۹]
- «یار بی نشان» با ترانه‌ای از محمدحسین بهجتی و آهنگسازی فرید شب‌خیز[۲۰]
- «آفتاب بهاران» (به همراه پرویز طاهری و حسن همایونفال) با ترانه‌ای از حسن عسگری و آهنگسازی فرید شب‌خیز[۲۱]
- «گل» با ترانه‌ای از حسن عسگری و آهنگسازی ساسان جمالیان[۲۲]
- «مژده» با ترانه‌ای از بامداد جویباری و آهنگسازی محمد میرزمانی[۲۳]
- «نغمه عشق» با ترانه‌ای از بامداد جویباری و آهنگسازی محمد میرزمانی[۲۴]
- «تفاهم» با ترانه‌ای از رضا عبداللهی و آهنگسازی محمد میرزمانی[۲۵]
- «صبح آمد» با ترانه‌ای از حسین اسرافیلی و آهنگسازی محمد میرزمانی[۲۶]
- «نوای باران» با آهنگسازی محمد میرزمانی[۲۷]
- «سیب درخت وحی» با آهنگسازی همایون رحیمیان[۲۸]
- «پهلوونا اومدن» با ترانه‌ای از حسن عسگری و آهنگسازی همایون رحیمیان[۲۹]
- «سیصد و سیزده ستاره» با ترانه‌ای از محمدزمان تفرشی و آهنگسازی علی غلامعلی[۳۰]
- «در آرزوی باران» با ترانه‌ای از ملیحه سادات قریشی و آهنگسازی مهرزاد مهربان‌پور[۳۱]
- «ماه بهمن» با ترانه‌ای از علیرضا قزوه و آهنگسازی فلمینگ خوشقدمی[۳۲]
- «روزتان بخیر» با ترانه‌ای از پونه، آهنگسازی فریدون حافظی و تنظیم ساسان جمالیان[۳۳]
- «حجت حق» با ترانه‌ای از بامداد جویباری و آهنگسازی سعید محمدی مطلق[۳۴]
- «پرستو» با ترانه‌ای از فریدون مشیری و آهنگسازی فرهاد رحیمیان[۳۵]
- «گل مهتاب» با ترانه‌ای از رضا عبداللهی و آهنگسازی فرهاد رحیمیان[۳۶]
- «امید پنهان» با ترانه‌ای از محمدرضا بهرامی‌نژاد و آهنگسازی ابراهیم نظری[۳۷]
- «قافله بهار» با ترانه‌ای از غلامرضا مرادی و آهنگسازی ابراهیم نظری[۳۸]
- «موج نور» با ترانه‌ای از دیهیمی و آهنگسازی حسینعلی رجبی اسلامی[۳۹]
- «فر ایمان» با ترانه‌ای از محمود شاهرخی و آهنگسازی علی رئیس فرشید[۴۰]
- «سرزمین من» با ترانه‌ای از پرویز بیگلی و آهنگسازی افشین رامین[۴۱]
- «سرود بهار» با ترانه‌ای از محمود شاهرخی و آهنگسازی حسین فرهادپور[۴۲]
- «بهار نیایش» با ترانه‌ای از سهیل محمودی و آهنگسازی محمد کلهر[۴۳]
- «مشرق آیینه» با آهنگسازی امید سیاره[۴۴]